# La Fille de son père (film, 2023)
Ne doit pas être confondu avec La Fille de son père.
Pour plus de détails, voir Fiche technique et Distribution.
La Fille de son père est un film français réalisé par Erwan Le Duc, sorti en 2023.
Il est sélectionné dans la section « Semaine de la critique » du festival de Cannes 2023.

## Synopsis
La fille, c'est Rosa Gravier, lycéenne, au caractère bien trempé. Son père, C'est Étienne Gravier, entraîneur d'une équipe de football. Il a près de quarante ans mais fait à peine plus âgé que sa fille, qu'il a élevée seul, la maman ayant pris ses cliques et ses claques alors que Rosa était encore bébé. Étienne et Rosa, qui jusque-là ont vécu en symbiose, sont à la croisée des chemins. Après le bac, la jeune fille envisage de faire les beaux-arts et ce sera peut-être à Metz, pas si loin de Paris mais… Quant à Étienne, le temps ne serait-il pas venu pour lui de s'installer avec Hélène, sa douce amie ? La fille de son père et le père de sa fille vont-ils réussir à couper le... cordon ombilical ?

## Fiche technique
Sauf indication contraire, les informations mentionnées dans cette section peuvent être confirmées par la base de données cinématographiques Unifrance,  présente dans la section « Liens externes ».
- Titre original : La Fille de son père
- Réalisation et scénario : Erwan Le Duc
- Musique : Julie Roué
- Décors : Astrid Tonnelier
- Costumes : Élisa Ingrassia
- Photographie : Alexis Kavyrchine
- Son : Vincent Cosson, Mathieu Descamps, Matthieu Gasnier et Jules Laurin
- Montage : Julie Dupré
- Production : Stéphanie Bermann et Alexis Dulguerian
- Société de production : Domino Films, en association avec 3 SOFICA
- Sociétés de distribution : Pyramide Distribution (France) ; Frenetic Films (Suisse romande)
- Pays de production :  France
- Langue originale : français
- Format : couleur – 1,85:1 |son 5.1
- Genre : comédie dramatique
- Durée : 91 minutes
- Dates de sortie :
  - France : 24 mai 2023 (festival de Cannes) ; 20 décembre 2023 (sortie nationale)
  - Suisse romande : 20 décembre 2023

## Distribution
- Nahuel Pérez Biscayart : Étienne Gravier
- Céleste Brunnquell : Rosa Gravier
- Maud Wyler : Hélène
- Mohammed Louridi : Youssef Horlaville
- Mercedes Dassy : Valérie, la mère de Rosa
- Nicolas Chupin : Alex, l'agent immobilier
- Noémie Lvovsky : la maire
- Camille Rutherford : Olive, la directrice du lycée
- Julie Roué : la professeure de musique

## Tournage
Le tournage a lieu, entre le 1er juin au 11 juillet 2022, en région parisienne, notamment Fontenay-sous-Bois, ainsi qu'à Metz (Moselle) et à Nazaré (Estremadura, Portugal).

## Distinctions

### Récompenses
- Fondation Gan 2021 : prix à la création[1]
- Festival du film de Montreuil 2023 : prix de l'association des spectateurs Renc'Art[1]

### Nominations
- César 2024 : Révélation féminine pour Céleste Brunnquell

### Sélection
- Festival de Cannes 2023 : sélection « Semaine de la critique »[2]